# Parapteroceras speciosum
Parapteroceras speciosum är en orkidéart som först beskrevs av David Lloyd Jones och Al., och fick sitt nu gällande namn av Dariusz Lucjan Szlachetko. Parapteroceras speciosum ingår i släktet Parapteroceras och familjen orkidéer. Inga underarter finns listade i Catalogue of Life.